# Plecia zernyi
Plecia zernyi är en tvåvingeart som beskrevs av Hardy 1952. Plecia zernyi ingår i släktet Plecia och familjen hårmyggor.
Artens utbredningsområde är Tanzania. Inga underarter finns listade i Catalogue of Life.